# دنیل النا
دنیل النا (انگلیسی: Daniel Elena؛ زادهٔ ۲۶ اکتبر ۱۹۷۲) کمک‌راننده رالی اهل موناکو است. وی عضو تیم‌هایی همچون تیم رالی جهانی سیتروئن و هیوندای موتوراسپورت بوده است.